# Oliverella rubroviridis
Oliverella rubroviridis är en tvåhjärtbladig växtart som beskrevs av Van Tiegh.. Oliverella rubroviridis ingår i släktet Oliverella och familjen Loranthaceae. Inga underarter finns listade i Catalogue of Life.